# Cơ sở dữ liệu quan hệ
Cơ sở dữ liệu quan hệ (tiếng Anh: relational database) là một cơ sở dữ liệu (phổ biến nhất là kỹ thuật số) dựa trên mô hình quan hệ dữ liệu, theo đề xuất của Edgar F. Codd vào năm 1970. Một hệ thống phần mềm sử dụng để duy trì cơ sở dữ liệu quan hệ là một hệ quản trị cơ sở dữ liệu quan hệ (RDBMS). Nhiều hệ thống cơ sở dữ liệu quan hệ có tùy chọn sử dụng SQL (Ngôn ngữ truy vấn có cấu trúc) tiêu chuẩn để truy vấn và duy trì cơ sở dữ liệu.

## Lịch sử
Thuật ngữ "cơ sở dữ liệu quan hệ" được phát minh bởi EF Codd tại IBM vào năm 1970. Codd đã giới thiệu thuật ngữ này trong tài liệu nghiên cứu của mình "A Relational Model of Data for Large Shared Data Banks" (Một mô hình dữ liệu quan hệ cho các ngân hàng dữ liệu chia sẻ lớn). Trong bài báo này và các bài báo sau này, ông đã định nghĩa những gì có nghĩa là "quan hệ". Một định nghĩa nổi tiếng về những gì cấu thành một hệ thống cơ sở dữ liệu quan hệ bao gồm 12 quy tắc của Codd. Tuy nhiên, không có hiện thực thương mại nào của mô hình quan hệ tuân thủ tất cả các quy tắc của Codd , vì vậy thuật ngữ này đã dần dần mô tả một lớp hệ thống cơ sở dữ liệu rộng hơn, ở mức tối thiểu:

## RDBMS

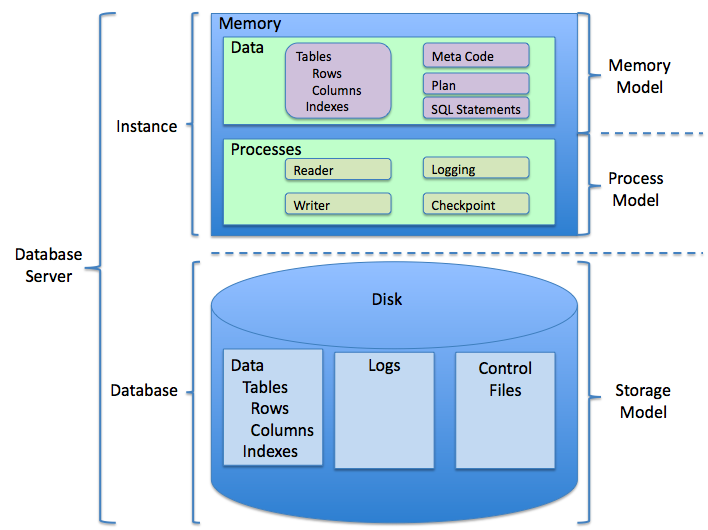
Cấu trúc chung của một cơ sở dữ liệu quan hệ.

Connolly và Begg định nghĩa Hệ thống quản lý cơ sở dữ liệu (DBMS) là một "hệ thống phần mềm cho phép người dùng xác định, tạo, duy trì và kiểm soát quyền truy cập vào cơ sở dữ liệu". RDBMS là một phần mở rộng của từ viết tắt đôi khi được sử dụng khi cơ sở dữ liệu cơ bản là quan hệ.
Một định nghĩa khác cho hệ thống quản lý cơ sở dữ liệu quan hệ là hệ thống quản lý cơ sở dữ liệu (DBMS) dựa trên mô hình quan hệ. Hầu hết các cơ sở dữ liệu được sử dụng rộng rãi ngày nay đều dựa trên mô hình này.

## Cơ sở dữ liệu quan hệ phân tán
Kiến trúc cơ sở dữ liệu quan hệ phân tán (Distributed Relational Database Architecture - DRDA) được thiết kế bởi một nhóm làm việc trong IBM trong giai đoạn 1988 đến 1994. DRDA cho phép các cơ sở dữ liệu quan hệ được kết nối mạng hợp tác để thực hiện các yêu cầu SQL. Các thông điệp, giao thức và các thành phần cấu trúc của DRDA được xác định bởi Kiến trúc quản lý dữ liệu phân tán.

## Thị phần
Theo DB-Engines, vào tháng 7 năm 2019, các hệ thống được sử dụng rộng rãi nhất là Oracle, MySQL (phần mềm miễn phí), Microsoft SQL Server, PostgreQuery (phần mềm miễn phí), IBM DB2, Microsoft Access, SQLite (phần mềm miễn phí) và MariaDB (phần mềm miễn phí).
Theo công ty nghiên cứu Gartner, năm 2011, năm nhà cung cấp cơ sở dữ liệu quan hệ phần mềm độc quyền hàng đầu theo doanh thu là Oracle (48,8%), IBM (20,2%), Microsoft (17,0%), SAP bao gồm Sybase (4,6%) và Teradata (3,7%).